# Leucandra
Leucandra és un gènere d'esponja calcària de la familia Grantiidae. Aquest gènere va ser descrit per primera vegada per Ernst Haeckel el 1872.

## Taxonomia
El gènere inclou diverses espècies,
- Leucandra abratsbo (Hôzawa, 1929)
- Leucandra algoaensis (Bowerbank, 1864)
- Leucandra amakusana (Tanita, 1943)
- Leucandra amorpha (Poléjaeff, 1883)
- Leucandra ananas (Montagu, 1814)
- Leucandra anfracta (Urban, 1908)
- Leucandra anguinea (Ridley, 1884)
- Leucandra apicalis (Urban, 1906)
- Leucandra armata (Urban, 1908)
- Leucandra aspera (Schmidt, 1862)
- Leucandra astricta (Tanita, 1942)
- Leucandra australiensis (Carter, 1886)
- Leucandra balearica (Lackschewitz, 1886)
- Leucandra barbata (Duchassaing & Michelotti, 1864)
- Leucandra bathybia (Haeckel, 1869)
- Leucandra belemnifera (Tsurnamal, 1975)
- Leucandra bleeki (Haeckel, 1872)
- Leucandra bolivari (Ferrer-Hernandez, 1916)
- Leucandra brumalis (Jenkin, 1908)
- Leucandra bulbosa (Hanitsch, 1895)
- Leucandra caminus (Haeckel, 1872)
- Leucandra capillata (Poléjaeff, 1883)
- Leucandra caribea (Cóndor-Luján, Louzada, Hajdu & Klautau, 2018)
- Leucandra cerebrum (Hôzawa & Tanita, 1941)
- Leucandra cirrhosa (Urban, 1908)
- Leucandra claviformis (Schuffner, 1877)
- Leucandra coimbrae (Breitfuss, 1898)
- Leucandra comata (Brøndsted, 1931)
- Leucandra compacta (Carter, 1886)
- Leucandra conica (Lendenfeld, 1885)
- Leucandra connectens (Brøndsted, 1927)
- Leucandra consolida (Tanita, 1943)
- Leucandra crambessa (Haeckel, 1872)
- Leucandra crassior (Ridley, 1881)
- Leucandra crosslandi (Thacker, 1908)
- Leucandra crustacea (Haeckel, 1872)
- Leucandra cumberlandensis (Lambe, 1900)
- Leucandra curva (Schuffner, 1877)
- Leucandra cylindrica (Fristedt, 1887)
- Leucandra donnani (Dendy, 1905)
- Leucandra dwarkaensis (Dendy, 1916)
- Leucandra echinata (Schuffner, 1877)
- Leucandra egedii (Schmidt, 1870)
- Leucandra elegans (Lendenfeld, 1888)
- Leucandra erinacea (Lendenfeld, 1888)
- Leucandra falakra (Klautau, Imesek, Azevedo, Plese, Nikolic & Cetkovic, 2016)
- Leucandra falcigera (Schuffner, 1877)
- Leucandra fernandensis (Breitfuss, 1898)
- Leucandra fistulosa (Johnston, 1842)
- Leucandra foliata (Hôzawa, 1918)
- Leucandra fragilis (Hôzawa, 1940)
- Leucandra frigida (Jenkin, 1908)
- Leucandra gausapata (Brøndsted, 1931)
- Leucandra gaussii (Brøndsted, 1931)
- Leucandra glabra (Hôzawa, 1940)
- Leucandra globosa (Tanita, 1943)
- Leucandra gossei (Bowerbank, 1862)
- Leucandra haurakii (Brøndsted, 1927)
- Leucandra heathi (Urban, 1906)
- Leucandra helena (Lendenfeld, 1885)
- Leucandra henrycarteri (Van Soest & Hooper, 2020)
- Leucandra hentschelii (Brøndsted, 1931)
- Leucandra hispida (Carter, 1886)
- Leucandra hozawai (Tanita, 1942)
- Leucandra impigra (Tanita, 1942)
- Leucandra intermedia (Haeckel, 1872)
- Leucandra irregularis (Burton, 1930)
- Leucandra kagoshimensis (Hôzawa, 1929)
- Leucandra kaiana (de Laubenfels, 1951)
- Leucandra kerguelensis (Urban, 1908)
- Leucandra kurilensis (Hôzawa, 1918
- Leucandra laptevi (Koltun, 1952)
- Leucandra levis (Poléjaeff, 1883)
- Leucandra lobata (Carter, 1886)
- Leucandra loricata (Poléjaeff, 1883)
- Leucandra losangelensis (Laubenfels, 1930)
- Leucandra magna (Tanita, 1942)
- Leucandra masatierrae (Breitfuss, 1898)
- Leucandra mawsoni (Dendy, 1918)
- Leucandra meandrina (Lendenfeld, 1885)
- Leucandra mediocancellata (Hôzawa, 1940)
- Leucandra minima (Row & Hôzawa, 1931)
- Leucandra minor (Urban, 1908)
- Leucandra mitsukurii (Hôzawa, 1929)
- Leucandra mozambiquensis (Van Soest & De Voogd, 2018)
- Leucandra multifida (Carter, 1886)
- Leucandra multiformis (Poléjaeff, 1883)
- Leucandra multituba (Hôzawa, 1929)
- Leucandra nakamurai (Tanita, 1942)
- Leucandra nausicaae (Schuffner, 1877)
- Leucandra nicolae (Wörheide & Hooper, 2003)
- Leucandra odawarensis (Hôzawa, 1929)
- Leucandra okinoseana (Hôzawa, 1929)
- Leucandra onigaseana (Hôzawa, 1929)
- Leucandra ovata (Poléjaeff, 1883)
- Leucandra pacifica (Hôzawa, 1929)
- Leucandra palaoensis (Tanita, 1943)
- Leucandra pallida (Row & Hôzawa, 1931)
- Leucandra pandora (Haeckel, 1872)
- Leucandra paucispina (Hôzawa, 1929)
- Leucandra phillipensis (Dendy, 1893)
- Leucandra pilula (Van Soest & De Voogd, 2018)
- Leucandra platei (Breitfuss, 1898)
- Leucandra poculiformis (Hôzawa, 1918)
- Leucandra polejaevi (Breitfuss, 1896)
- Leucandra prava (Breitfuss, 1898)
- Leucandra pulvinar (Haeckel, 1870)
- Leucandra pumila (Bowerbank, 1866)
- Leucandra pyriformis (Lambe, 1893)
- Leucandra ramosa (Burton, 1934)
- Leucandra regina (Brøndsted, 1927)
- Leucandra reniformis (Tanita, 1942)
- Leucandra rigida (Hôzawa, 1940)
- Leucandra riojai (Ferrer-Hernandez, 1918)
- Leucandra rodriguezi (Lackschewitz, 1886)
- Leucandra rudifera (Poléjaeff, 1883)
- Leucandra sagamiana (Hôzawa, 1929)
- Leucandra secutor (Brøndsted, 1927)
- Leucandra serrata (Azevedo & Klautau, 2007)
- Leucandra seychellensis (Hôzawa, 1940)
- Leucandra sola (Tanita, 1942)
- Leucandra solida (Hôzawa, 1929)
- Leucandra sphaeracella (Wörheide & Hooper, 2003)
- Leucandra spinifera (Klautau, Imesek, Azevedo, Plese, Nikolic & Cetkovic, 2016)
- Leucandra spinosa (Hôzawa, 1940)
- Leucandra spissa (Urban, 1909)
- Leucandra splendens (Hôzawa, 1918)
- Leucandra sulcata (Ferrer-Hernandez, 1918)
- Leucandra tahuatae (Klautau, Lopes, Guarabyra, Folcher, Ekins & Debitus, 2020)
- Leucandra taylori (Lambe, 1900)
- Leucandra thulakomorpha (Row & Hôzawa, 1931)
- Leucandra tomentosa (Tanita, 1940)
- Leucandra topsenti (Breitfuss, 1929)
- Leucandra tropica (Tanita, 1943)
- Leucandra tuba (Hôzawa, 1918)
- Leucandra tuberculata (Hôzawa, 1929)
- Leucandra typica (Poléjaeff, 1883)
- Leucandra uschuariensis (Tanita, 1942)
- Leucandra vaginata (Lendenfeld, 1885)
- Leucandra valida (Lambe, 1900)
- Leucandra verdensis (Thacker, 1908)
- Leucandra vermiformis (Tanita, 1941)
- Leucandra vesicularis (Brøndsted, 1927)
- Leucandra villosa (Lendenfeld, 1885)
- Leucandra vitrea (Urban, 1908)
- Leucandra yuriagensis (Hôzawa, 1933)